# Holotrichia vietnamensis
Holotrichia vietnamensis är en skalbaggsart som beskrevs av Frey 1970. Holotrichia vietnamensis ingår i släktet Holotrichia och familjen Melolonthidae. Inga underarter finns listade i Catalogue of Life.